# Непознати из Норд-експреса
Непознати из Норд-експреса (енгл. Strangers on a Train) амерички је психолошки трилер филм из 1951. године, у режији Алфреда Хичкока, по истоименом роману Патрише Хајсмит. Снимљен је у јесен 1950. године, а објављен 30. јуна 1951. Главне улоге глуме: Фарли Грејнџер, Рут Роман и Роберт Вокер.
Прати двојицу незнанаца који се срећу у возу, од којих је један психопата који предлаже да „размене” убиства како ниједан не би био ухваћен. Филм је првобитно добио помешане рецензије, али су оне временом постале све позитивније.
Године 2021. Конгресна библиотека је одабрала филм за чување у Националном филмском регистру САД због „културолошког, историјског или естетског значаја”.

## Радња
Бруно Ентони упознаје славног тенисера Гаја Хејнса у возу. Гај се забавља са ћерком једног сенатора, док чека окончање развода са тренутном супругом. Бруно жели да убије свог оца, али је свестан да ће бити ухваћен, пошто сви знају за њихов лош однос. Пада му на памет луда замисао, те предлаже Гају да он уместо њега изврши злочин. Гај схвата предлог као шалу, али не сумња да су Брунове намере озбиљне и да има детаљан план.

## Улоге
| Глумац          | Улога                    |
| --------------- | ------------------------ |
| Фарли Грејнџер  | Гај Хејнс                |
| Рут Роман       | Ен Мортон                |
| Роберт Вокер    | Бруно Ентони             |
| Лео Керол       | сенатор Мортон           |
| Патриша Хичкок  | Барбара Мортон           |
| Кејси Роџерс    | Миријам Џојс Хејнс       |
| Марион Лорн     | госпођа Ентони           |
| Џонатан Хејл    | господин Ентони          |
| Хауард Сент Џон | полицијски капетан Терли |
| Џон Браун       | професор Колинс          |
| Норма Варден    | госпођа Канингам         |
| Роберт Гист     | детектив Хенеси          |